# Bystrzyca (Oława)
Bystrzyca (deutsch Peisterwitz) ist ein Dorf in der Landgemeinde Oława im Powiat Oławski der Woiwodschaft Niederschlesien in Polen.

## Geographie
Das Angerdorf Bystrzyca liegt neun Kilometer nordöstlich von Oława (Ohlau) und rund 36 Kilometer südöstlich von Breslau in der Schlesischen Tiefebene an der Smortawa. Umgeben ist der Ort von weitläufigen Waldgebieten.
Nachbarorte von Bystrzyca sind im Westen Janików (Jankau) und im Osten Błota (Lubsza) (Neu Limburg).

## Geschichte

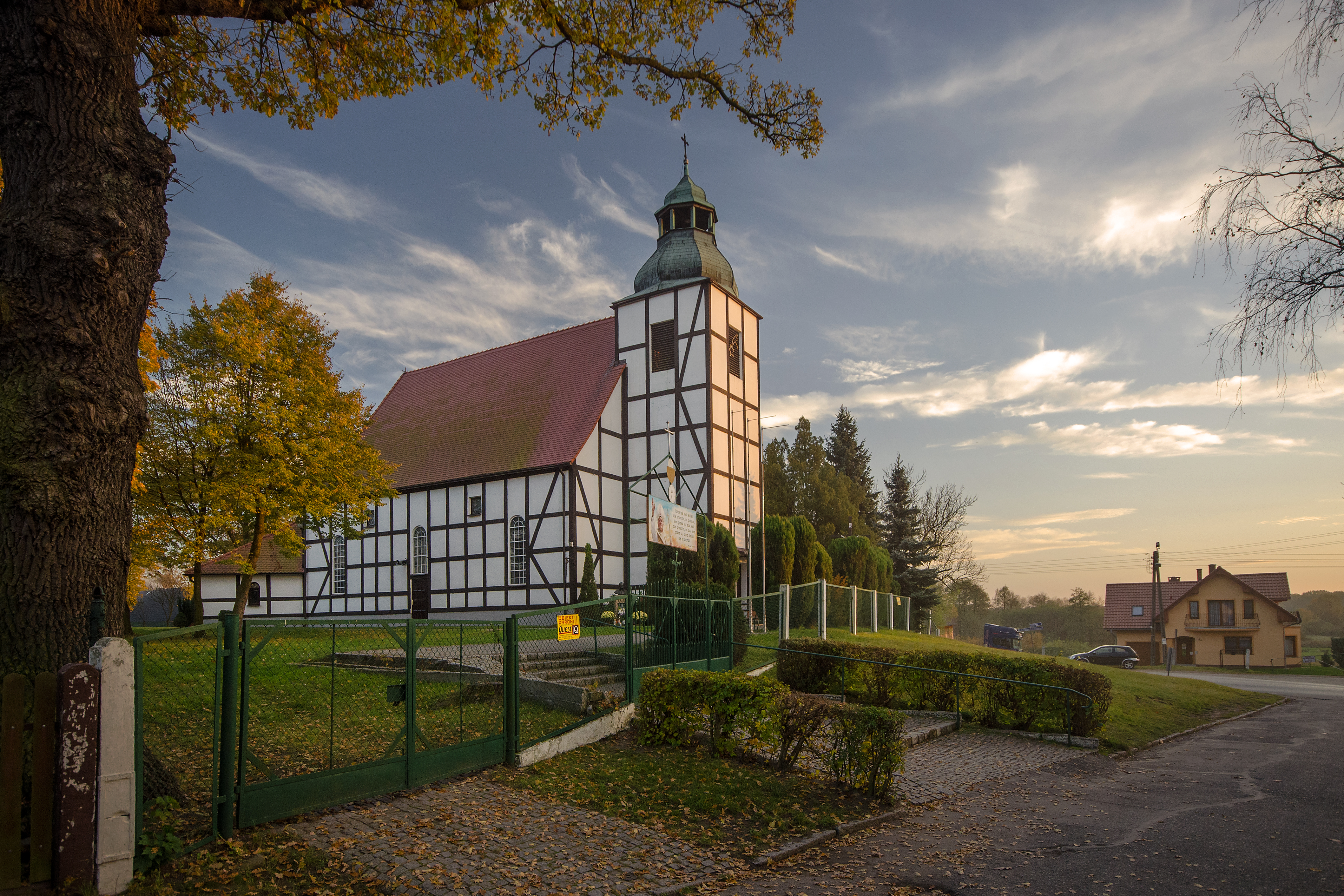
Maria-von-den-Engeln-Kirche

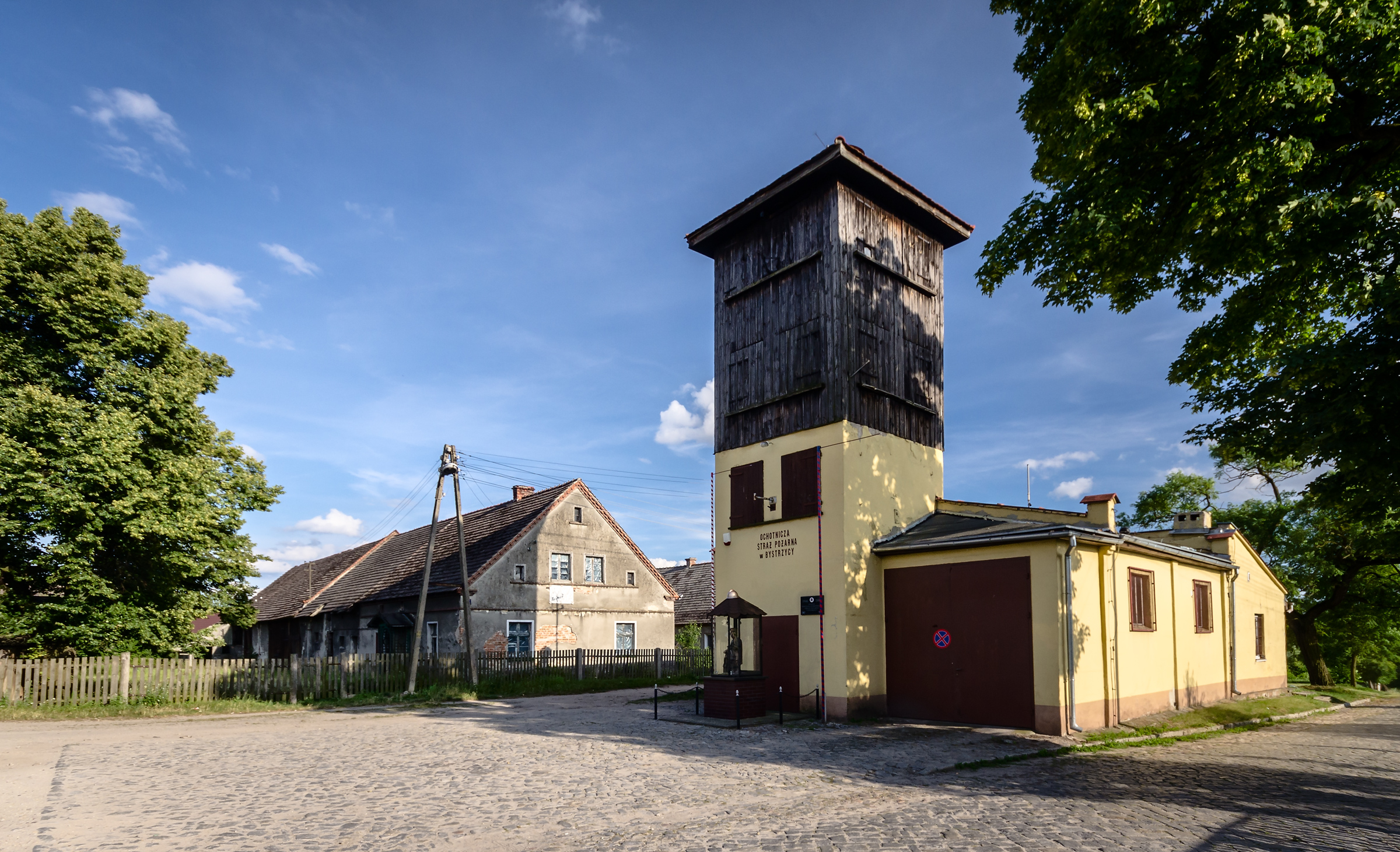
Feuerwache

Das 1245 erstmals urkundlich erwähnte „Bistrzecz“ unterstand der Kastellanei Ritschen. Seit 1348 gehörte es zum Herzogtum Ohlau und gelangte 1366 an die Herren von Tschammer (polnisch Czambor), danach den Herren von Solcz. 1470 gelangte es an das Adelsgeschlecht Prittwitz.
Nach dem Ersten Schlesischen Krieg 1742 fiel Peisterwitz zusammen mit dem größten Teil Schlesiens an Preußen. Nach der Neugliederung Preußens gehörte die Landgemeinde Peisterwitz ab 1815 zur Provinz Schlesien und war ab 1816 dem Landkreis Ohlau eingegliedert. 1874 wurde der Amtsbezirk Peisterwitz gebildet, dem die Landgemeinden Peisterwitz und Steindorf sowie der Gutsbezirk Forst Peisterwitz eingegliedert wurden. Erster Amtsvorsteher war der königliche Oberförster Hahn aus Peisterwitz. 1885 zählte der Ort 2435 Einwohner, 1933 waren es 3328 und 1939 wurden 3525 Einwohner gezählt. Von 1941 bis 1944 befand sich im Ort ein Arbeitslager für jüdische Frauen, die Zwangsarbeit in einer Konservenfabrik verrichten mussten. 
Als Folge des Zweiten Weltkriegs fiel Peisterwitz wie fast ganz Schlesien 1945 an Polen. Es wurde zunächst in „Bystrowice“ umbenannt und der Woiwodschaft Breslau angegliedert. Die deutsche Bevölkerung wurde, soweit sie nicht vorher geflohen war, weitgehend vertrieben. Die neu angesiedelten Bewohner waren zum Teil Heimatvertriebene aus Ostpolen, das an die Sowjetunion gefallen war. 1947 erfolgte die Umbenennung in Bystrzyca. 1999 kam der Ort zum Powiat Oławski in der Woiwodschaft Niederschlesien.

## Schloss
Das barocke Herrenhaus Reitzau entstand um 1720 bis 1730 als ein zweigeschossiger, verputzter Backsteinbau mit Mansarddach anstelle eines Vorgängerbaus des 17. Jahrhunderts. Es wurde 1637 von derer von Prittwitz als Jagdschloss erbaut und war bis 1945 ein Herrensitz der Freiherren von Münster und schließlich der Freiherren von Ripperda-Cosyn. Das Schloss und den Gutshof wurde 1945 nach der Besetzung durch die Rote Armee durch Brandstiftung völlig zerstört. Von den Ruinen ist heute nichts mehr erhalten.

## Sehenswürdigkeiten

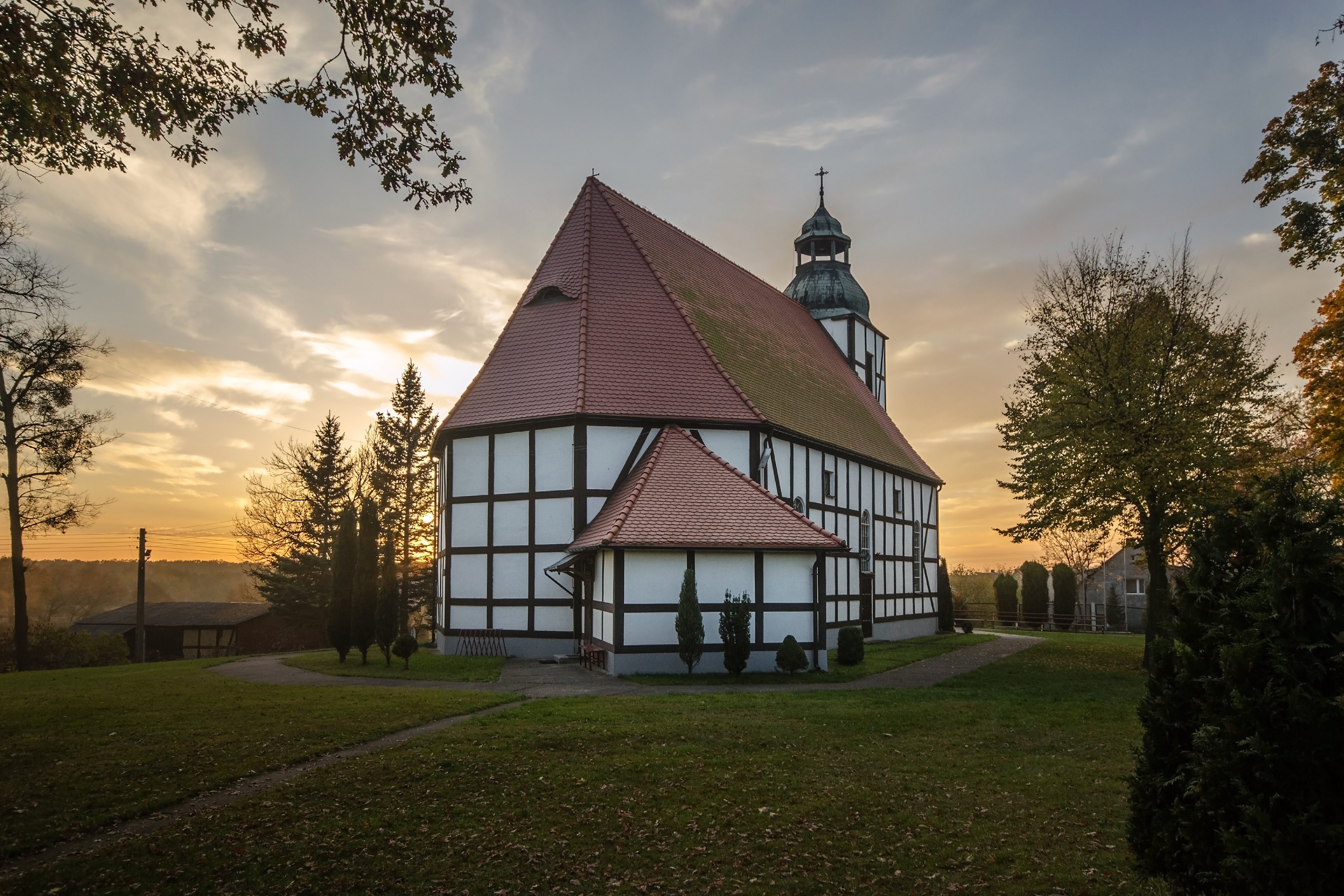
Rückseite der Maria-von-den-Engeln-Kirche

- Die römisch-katholische Maria-von-den-Engeln-Kirche (Kościół Najświętszej Maryi Panny Królowej Aniołów) mit barocker Laterne wurde im 18. Jahrhundert aus Fachwerk errichtet.
- Herz-Jesu-Kapelle
- Denkmal für Papst Johannes Paul II.
- Evangelischer Friedhof mit erhaltenen deutschen Grabmälern

### Einwohnerentwicklung
- 1819: 879
- 1830: 1058
- 1845: 1347
- 1871: 1837
- 1885: 1800
- 1895: 1866
- 1905: 2435
- 1925: 3087
- 1933: 3328
- 1939: 3534

## Vereine
- Freiwillige Feuerwehr OSP Bystrzyca
- Fußballverein Burza Bystrzyca

## Persönlichkeiten
- Carl Ziemann (1825–1906), deutscher Forstmeister, Oberförster in Peisterwitz
- Mieczysław Karłowicz (* 1963), Radrennfahrer